# Universidad de Greifswald
La Universidad de Greifswald (en alemán: Universität Greifswald; también conocida como Alma Mater Gryphiswaldensis, Universitas Gryphiswaldensis o Academia Gryphica) es una universidad con sede en la ciudad hanseática de Greifswald, en el estado federado de  Mecklemburgo-Pomerania Occidental, unos 200 km al norte de Berlín.
Fundada el 17 de octubre de 1456, es una de las más antiguas universidades del mundo, la cuarta más antigua de Alemania y la segunda más antigua en la región del Báltico.
Dos tercios de sus 12.300 estudiantes proceden de otras regiones de Alemania. La ciudad de Greifswald es una típica ciudad universitaria, una "universidad con una ciudad alrededor". Según un estudio realizado en 2008, Greifswald constituye la ciudad más "dinámica" y más "joven" de toda Alemania.